# Blås ut mitt månljus
Blås ut mitt månljus är den svenske bluesmusikern Rolf Wikströms tionde studioalbum som soloartist, utgivet på skivbolaget Nacksving 1986. 1988 utgavs det på nytt tillsammans med albumet Bortom synd och skam, denna gången på skivbolaget MNW.

## Låtlista
Där inte annat anges är låtarna skrivna av Rolf Wikström.
A
1. "Det här är mitt liv" – 3:46
2. "Någon som skriker" – 4:51
3. "Du är så jävla vacker" – 4:35
4. "Blås ut mitt månljus" – 6:23

B
1. "Kvinna, kvinna" – 5:45
2. "Jag ger fan i musiken" (Aron Corthen, svensk text: Anders Heyman, Rolf Wikström)
3. "Bädda med rena lakan" – 3:51
4. "Gråta över spilld mjölk" – 5:16

## Medverkande
- Kristofer Hansén – bas
- Janne Hansson – inspelning, mixning
- Ali Lundbohm – trummor
- Malte Sjöstrand – saxofon, piano, orgel, synth
- Bengt Göran Staaf – inspelning mixning
- Rolf Wikström – sång, gitarr
- Sven Zetterberg – munspel

### Fotnoter
1. 1 2  ”Blås ut mitt månljus”. Svensk mediedatabas. Arkiverad från originalet den 14 februari 2019. https://web.archive.org/web/20190214002659/https://smdb.kb.se/catalog/search?q=Rolf+Wikstr%C3%B6m&x=0&y=0. Läst 8 januari 2013.